# Saumont-la-Poterie
Saumont-la-Poterie ist eine französische Gemeinde mit 413 Einwohnern (Stand: 1. Januar 2022) im Département Seine-Maritime in der Region Normandie. Sie gehört zum Arrondissement Dieppe, zum Kanton Gournay-en-Bray und ist Teil des Kommunalverbandes Quatre Rivières.

## Geographie
Saumont-la-Poterie ist ein Bauerndorf im Tal der Epte im Naturraum Pays de Bray. Es liegt 39 Kilometer nordöstlich von Dieppe.
| Le Fosse              | La Bellierie Pommereux Saint-Michel-d’Halescourt | Canny-sur-Thérain (Beauvais)                    |
| La Ferté-Saint-Samson | Kompass                                          | Haussez Villers-Vermont (Beauvais) Doudeauville |
| Mésangueville         | Hodeng-Hodenger                                  | Ménerval                                        |

## Geschichte
Ein Dorf mit Namen Abancourt mit der Pfarrkirche Saint-André existierte ungefähr einen Kilometer nördlich der Kirche von Saumont am Ufer der Epte bis zur Französischen Revolution. 1823 wurde Abancourt an Saumont-la-Poterie angeschlossen.
Das Abnecourt genannte Lehen ist nicht vor 1220 nachweisbar. Ab damals war es im Besitz von „Gilo de Hosdenc“ (Hodeng), erwähnt in der Auflistung der Lehen in der Normandie vom Bischof von Senlis für Philippe Auguste. Gilo de Hosdenc besaß mehrere Lehen im Pays de Bray. Mehrere Dokumente von 16. bis zum 18. Jahrhundert erwähnen das Lehen von Abnacourt und angrenzende Lehen.
1043 wurde das heutige Saumont als „Seiwaltmont“ erwähnt, es könnte vom angelsächsischen „Saewald“ stammen und von englischen und dänischen Siedlern bis zum 10. Jahrhundert gegründet worden sein.

## Bevölkerungsentwicklung
Die Bevölkerungsanzahl ist durch Volkszählungen seit 1793 bekannt. Die Einwohnerzahlen bis 2005 werden auf der Website der École des Hautes Études en Sciences Sociales veröffentlicht.
| Jahr | Bevölkerungsanzahl |
| ---- | ------------------ |
| 1962 | 464                |
| 1968 | 452                |
| 1975 | 363                |
| 1982 | 312                |
| 1990 | 365                |
| 1999 | 382                |
| 2006 | 397                |
| 2015 | 416                |

## Sehenswürdigkeiten

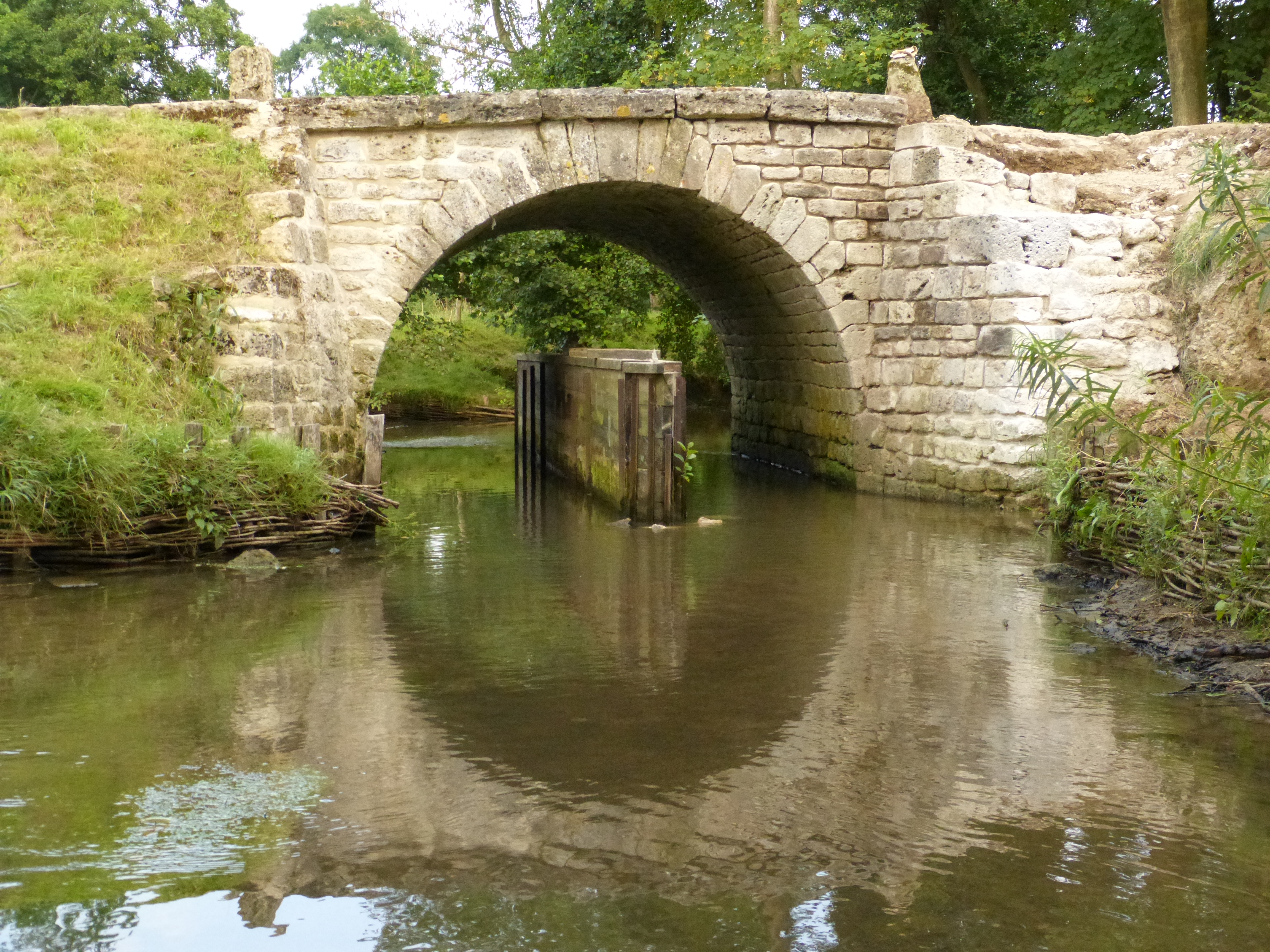
Pont de Coq, Steinbrücke über die Epte nach Ménerval
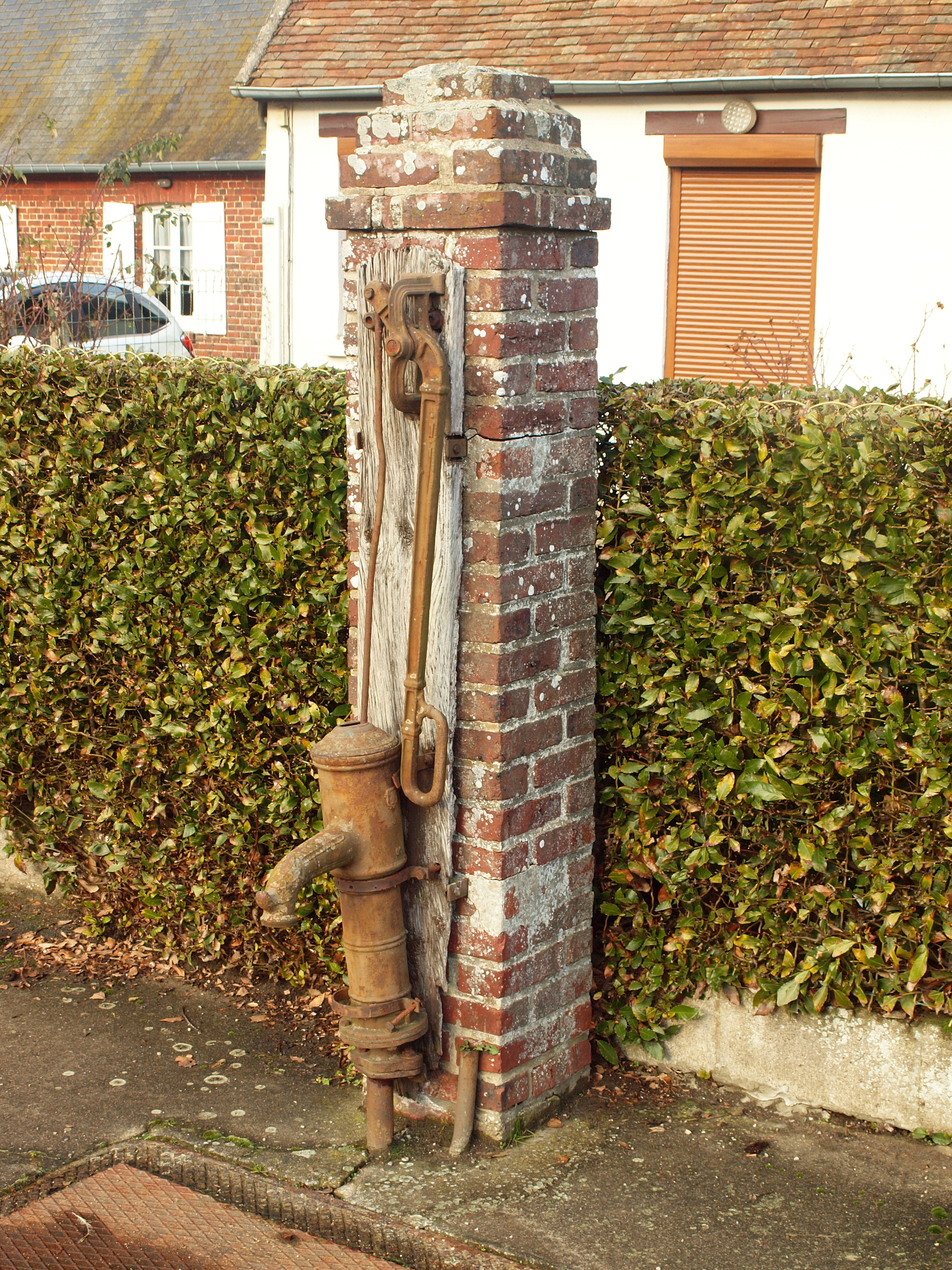
Alter Hydrant in Saumont-la-Poterie
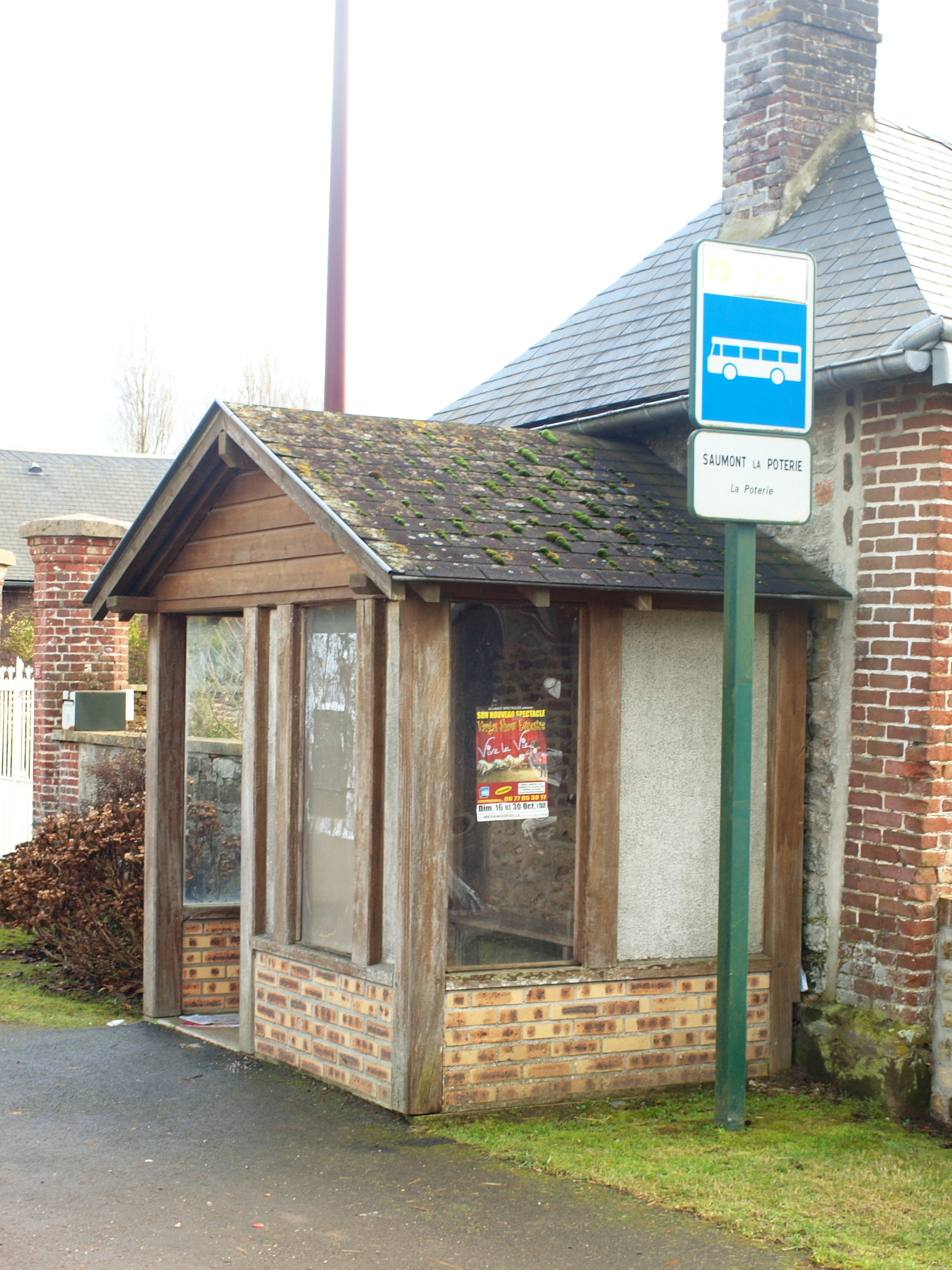
Bushaltestelle in Saumont-la-Poterie